# (38037) 1998 RS18
1998 RS18 (asteroide 38037) é um asteroide da cintura principal. Possui uma excentricidade de 0.15458450 e uma inclinação de 4.93848º.
Este asteroide foi descoberto no dia 14 de setembro de 1998 por LINEAR em Socorro.